# Begonia biserrata
Espèce
Synonymes
- Begonia biserrata var. glandulosa L.B.Sm. & B.G.Schub.[1]
- Begonia crenatiflora (Klotzsch & Putz.) A.DC.[1]
- Begonia palmaris A.DC.[1]
- Knesebeckia biserrata (Lindl.) Klotzsch[1]
- Knesebeckia crenatiflora Klotzsch & Putz.[1]

Begonia biserrata est une espèce de plantes de la famille des Begoniaceae. Ce bégonia est originaire d'Amérique latine. L'espèce fait partie de la section Quadriperigonia. Elle a été décrite en 1847 par John Lindley (1799-1865). L'épithète spécifique biserrata signifie « à feuilles en dents de scie ».

## Répartition géographique
Cette espèce est originaire des pays suivants : Salvador ; Guatemala ; Honduras ; Mexique. Dans ce dernier pays elle est présente au Chiapas, dans le Colima, le Durango, le Guerrero, le Jalisco, l'Etat de Mexico, le Michoacan, le Morelos, le Nayarit, le Oaxaca, l'Etat de Puebla, le Sinaloa et le Zacatecas.

## Liste des variétés
Selon Tropicos (6 février 2017) (Attention liste brute contenant possiblement des synonymes) :
- variété Begonia biserrata var. biserrata
- variété Begonia biserrata var. glandulosa L.B. Sm. & B.G. Schub.